# Trevor Ariza
Trevor Anthony Ariza (* 30. Juni 1985 in Miami, Florida) ist ein US-amerikanischer Basketballspieler mit dominikanischen Wurzeln. Er spielte zuletzt in der National Basketball Association (NBA) bei den Los Angeles Lakers.

## Karriere
Ariza begann seine Basketball-Karriere an der Westchester High School in Los Angeles. Nach einer erfolgreichen Zeit an der Schule entschied er sich 2003 für ein Basketball-Stipendium der UCLA bei den UCLA Bruins. Dort bestritt er eine Spielzeit und meldete sich im Anschluss an die Saison für die kommende NBA Draft an.
In der NBA Draft 2004 wurde er an 43. Stelle von den New York Knicks ausgewählt. Nach einer wechselhaften Zeit in New York wurde er 2006 zusammen mit Penny Hardaway für Steve Francis an die Orlando Magic abgegeben.
Im November 2007 wurde er für Maurice Evans und Brian Cook zu den Los Angeles Lakers geschickt, bei denen er bis zum Ende der Saison 2008/2009 spielte. Bei den Lakers erarbeitete sich Ariza erstmals die Stellung als verlässlicher Rollenspieler und wurde durch seine Athletik und gute Verteidigung ein wichtiger Bestandteil der Lakers-Rotation. Gegen Ende der NBA-Saison 2008/09 wurde Ariza in die Starting Five der Lakers berufen und gewann mit der Mannschaft die NBA-Meisterschaft 2009.
Im Juli 2009, wurde er als neues Mitglied der Houston Rockets vorgestellt, bei denen er einen Fünfjahresvertrag mit einem Gehalt in Höhe von 33 Millionen US-Dollar erhielt, was auch durch die Verletzung Yao Mings ermöglicht wurde. In der Sommerpause 2010 wurde er in einem Tauschgeschäft zwischen vier Mannschaften nach New Orleans geschickt. Dafür kam Courtney Lee nach Houston.
Im Sommer 2012 wurde Ariza zusammen mit Emeka Okafor zu den Washington Wizards transferiert. Im Gegenzug wechselte Rashard Lewis zu den Hornets. Zur Saison 2014/2015 wurde er Free Agent. Er unterzeichnete einen Vertrag über vier Jahre bei den Houston Rockets, die im selben Sommer Forward Chandler Parsons abgaben.
Nach Ablauf seines Vertrages in Houston unterzeichnete er als Free Agent im Sommer 2018 einen Einjahresvertrag bei den Phoenix Suns. Mitte Dezember 2018 wurde Ariza von den Suns für Austin Rivers und Kelly Oubre Jr. an die Washington Wizards abgegeben. Nach einer kurzen Station bei den Washington Wizards wurde Ariza im Januar 2020 zu den Portland Trail Blazers transferiert.
Im August 2021 unterzeichnete er einen Einjahresvertrag bei den Los Angeles Lakers.

## Spielweise
Ariza zeichnet sich durch seine starke Verteidigung im Eins-gegen-eins und gute Beweglichkeit in der Verteidigung aus. Dank kluger Bewegungen abseits des Balles und einem verlässlichen Dreipunktwurf kann er zudem als Ergänzung zu korbgefährlichen Spielern eingesetzt werden, die viel Ballbesitz benötigen.
Ariza ist das Musterbeispiel eines Spielers mit Stärken beim Dreier und in der Verteidigung (3-and-D Spieler), der defensiv den besten Flügelspieler des Gegners verteidigen kann und in der Offensive zuverlässig punktet, ohne viele Ballkontakte zu benötigen.

## Karriere-Statistiken

### NBA

#### Reguläre Saison
| Saison  | Team                  | GP   | GS  | MPG  | FG % | 3P % | FT % | RPG | APG | SPG | BPG | PPG  |
| ------- | --------------------- | ---- | --- | ---- | ---- | ---- | ---- | --- | --- | --- | --- | ---- |
| 2004–05 | New York              | 80   | 12  | 17.3 | .442 | .231 | .695 | 3.0 | 1.1 | 0.9 | 0.2 | 5.9  |
| 2005–06 | New York / Orlando    | 57   | 10  | 17.5 | .412 | .200 | .606 | 3.8 | 1.1 | 1.0 | 0.2 | 4.6  |
| 2006–07 | Orlando               | 57   | 7   | 22.4 | .539 | .000 | .620 | 4.4 | 1.1 | 1.0 | 0.3 | 8.9  |
| 2007–08 | Orlando / L.A. Lakers | 35   | 3   | 15.6 | .507 | .278 | .653 | 3.1 | 1.3 | 0.9 | 0.3 | 5.5  |
| 2008–09 | L.A. Lakers           | 82   | 20  | 24.4 | .460 | .319 | .710 | 4.3 | 1.8 | 1.7 | 0.3 | 8.9  |
| 2009–10 | Houston               | 72   | 71  | 36.5 | .394 | .334 | .649 | 5.6 | 3.8 | 1.8 | 0.6 | 14.9 |
| 2010–11 | New Orleans           | 75   | 75  | 34.7 | .398 | .303 | .701 | 5.4 | 2.2 | 1.6 | 0.4 | 11.0 |
| 2011–12 | New Orleans           | 41   | 41  | 32.9 | .417 | .333 | .775 | 5.2 | 3.3 | 1.7 | 0.6 | 10.8 |
| 2012–13 | Washington            | 56   | 15  | 26.3 | .417 | .364 | .821 | 4.8 | 2.0 | 1.3 | 0.4 | 9.5  |
| 2013–14 | Washington            | 77   | 77  | 35.4 | .456 | .407 | .772 | 6.2 | 2.5 | 1.6 | 0.3 | 14.4 |
| 2014–15 | Houston               | 82   | 82  | 35.7 | .402 | .350 | .853 | 5.6 | 2.5 | 1.9 | 0.3 | 12.8 |
| 2015–16 | Houston               | 81   | 81  | 35.3 | .416 | .371 | .783 | 4.5 | 2.3 | 2.0 | 0.3 | 12.7 |
| 2016–17 | Houston               | 80   | 80  | 34.7 | .409 | .344 | .738 | 5.7 | 2.2 | 1.8 | 0.3 | 11.7 |
| 2017–18 | Houston               | 67   | 67  | 33.9 | .412 | .368 | .854 | 4.4 | 1.6 | 1.5 | 0.2 | 11.7 |
| 2018–19 | Phoenix / Washington  | 69   | 69  | 34.0 | .399 | .334 | .793 | 5.4 | 3.7 | 1.3 | 0.3 | 12.5 |
| 2019–20 | Sacramento / Portland | 53   | 21  | 28.2 | .438 | .372 | .838 | 4.6 | 1.7 | 1.3 | 0.3 | 8.0  |
| Gesamt  | Gesamt                | 1064 | 731 | 29.7 | .423 | .352 | .732 | 4.8 | 2.2 | 1.5 | 0.3 | 10.5 |

#### Play-offs
| Saison  | Team        | GP  | GS | MPG  | FG % | 3P % | FT % | RPG | APG | SPG | BPG | PPG  |
| ------- | ----------- | --- | -- | ---- | ---- | ---- | ---- | --- | --- | --- | --- | ---- |
| 2006–07 | Orlando     | 4   | 0  | 11.8 | .313 | .000 | .250 | 2.3 | 1.3 | 0.2 | 0.0 | 2.8  |
| 2007–08 | L.A. Lakers | 8   | 0  | 5.6  | .583 | .250 | .500 | 1.4 | 0.1 | 0.1 | 0.1 | 2.1  |
| 2008–09 | L.A. Lakers | 23  | 23 | 31.4 | .497 | .476 | .563 | 4.2 | 2.3 | 1.6 | 0.4 | 11.3 |
| 2010–11 | New Orleans | 6   | 6  | 40.2 | .412 | .333 | .727 | 6.5 | 3.3 | 1.3 | 0.5 | 15.5 |
| 2013–14 | Washington  | 11  | 11 | 37.0 | .481 | .446 | .778 | 8.9 | 1.7 | 1.5 | 0.4 | 13.6 |
| 2014–15 | Houston     | 17  | 17 | 38.5 | .426 | .375 | .905 | 6.4 | 2.6 | 1.8 | 0.1 | 13.2 |
| 2015–16 | Houston     | 5   | 5  | 36.2 | .255 | .143 | .750 | 4.2 | .8  | 2.6 | 0.2 | 6.6  |
| 2016–17 | Houston     | 11  | 11 | 37.5 | .423 | .377 | .929 | 5.1 | 2.1 | 1.3 | 0.2 | 10.7 |
| 2017–18 | Houston     | 17  | 17 | 34.2 | .360 | .286 | .742 | 3.8 | 1.3 | 1.1 | 0.1 | 8.8  |
| Gesamt  | Gesamt      | 102 | 90 | 32.3 | .426 | .367 | .722 | 5.0 | 1.9 | 1.4 | 0.2 | 10.3 |